# 133 f.Kr.
| 133 f.Kr.          |
| ------------------ |
| Dødsfald - Fødsler |

## Begivenheder
- Gracchernes reformbevægelse – Politisk magtkamp i Romerriget begynder da Tiberius Sempronius Gracchus vælges som folketribun.